# Jakutszk

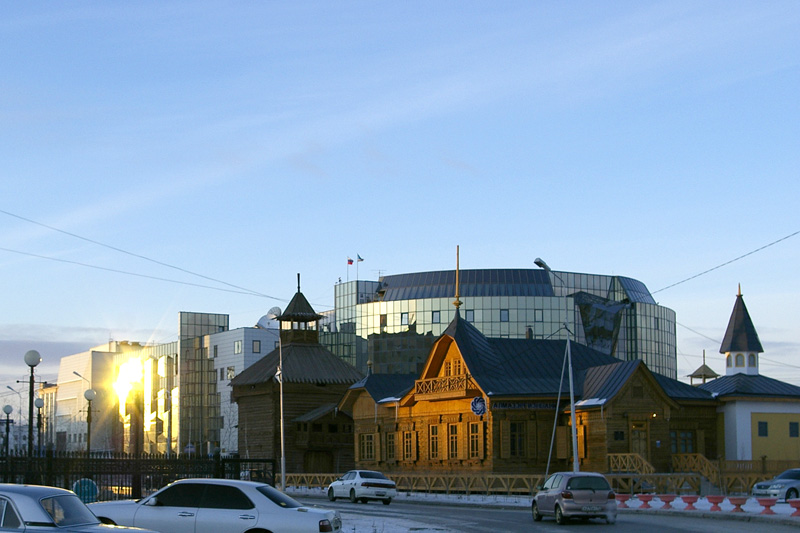
Középen az Orosz-ázsiai Bank 1800-as évek végén épült épülete, balra a Jakutszki cölöpvár tornya a háttérben a Komdragmetall modern épülete

Jakutszk  város Oroszország szibériai területén, Jakutföld fővárosa. Távolsága Moszkvától 4900 km. Lakossága: 269 601 fő (a 2010. évi népszámláláskor). Lakosainak száma 311 760 fő (2018. január 1.).

## Fekvése
Jakutszk Kelet-Szibériában, a Tujmaada völgyben, a Léna folyó bal partján fekszik. A Föld legnagyobb városa, amely az örök fagy körzetében található.

## Története
A város a Léna jobb partján a jelenlegi várostól mint egy 70 km-re északra, 1632 szeptemberében épített cölöpvárból és a cölöpvár körül fa palánkkal megerősített lakóházakból alakult ki. 1643-ban költöztették át a települést a Léna bal partjára és ekkor mint a Lénai körzet katonai és adminisztratív központja, azonnal városi jogokat is kapott. 1851-ben hozták létre a Jakutszki kormányzóságot ennek központja értelemszerűen Jakutszk lett.
A város kiinduló pontja a Távol-Kelet és Szibéria felfedezésére, feltárására induló utazóknak. Innen indultak felfedező útjukra az ismert orosz felfedezők: Szemjon Gyezsnyov (Alaszka), Vlagyimir Atlaszov (Kamcsatka), Ivan Moszkvityin (Ohotszki-tenger, Szahalin), Vaszilij Pojarkov (Amur).
Megfordultak Jakutszkban Vitus Bering, Szemjon Cseljuszkin, Ferdinand Vrangel és mások is.
Az alapítását követő első évszázadban a településen szinte kizárólag orosz telepesek éltek. A jakutok letelepedése a városban csak a 18. század végén indult meg. Napjainkban Jakutszkban hivatalos adatok szerint 70 nemzetiség képviselője él, a jakutok (25,1%) és oroszok (62,5%) mellett jelentős számban ukránok (4,4%), tatárok, burjátok, fehéroroszok.

## Gazdasági élet, közlekedés

### Gazdaság
A város gazdaságában meghatározó a faipar. A Szovjetunió szétesését követően a piaci lehetőségek szűkülésének hatására az ipari termelés felére esett vissza. Ezt a visszaesést a mai napig sem sikerült megállítani.

### Közlekedés
Áruszállítás szempontjából a legjelentősebb a Léna folyón a folyami hajózás.
Jakutszknak két repülőtere van. A központi a várostól 4 km-re található Jakutszki repülőtér (IATA:  YKS , ICAO:  UEEE ). Ez képes minden forgalomban lévő repülőgéptípus fogadására. A repülőtér két légiforgalmi társaságnak: a Jakutijának (АК "Якутия") és a Poljarnije Avialinyiinek (АК "Полярные Авиалинии") a bázis repülőtere. A várostól távolabb található a Magan repülőtere (ICAO:  UEMM ), amely nagyobb gépek fogadására csak november 1. és március 31. között alkalmas.
Jakutszkot az Oroszországi Föderáció úthálózatával a „Léna” A360-as főút köti össze, mely a Léna túlsó, jobb partján haladva éri el Nyizsnyij Besztyah járási székhelyet. Nyári időszakban a Lénán kompátkelés biztosított, télen pedig a folyó jegén jelölnek ki átkelő utakat. Az őszi jégzajlás és a tavaszi olvadás idején a város gépjárművel nem elérhető.
A városnak közvetlen vasúti összeköttetése nincs. A Bajkál–Amur-vasútvonalat Jakutszkkal összekötő Amur–Jakutszk-vasútvonal teljes hosszában elkészült, a jobb parti Nyizsnyij Besztyahig tartó utolsó szakaszát 2019. július 27-én adták át. A vasútállomás a Lénán át kompon, télen a befagyott folyó jegén gépkocsival érhető el.

#### Épülő híd a Lénán
2019 végére eldőlt, hogy vasúti híd egyelőre nem készül, a közúti hidat pedig a várostól délre: a bal parti Sztaraja Tabaga és a jobb parti Haptagaj falu között építik meg, ahol a folyó medre csak 2,5 km széles (Jakutszknál legalább 5 km). Sztaraja Tabaga Jakutszktól kb. 30 km-re délre fekszik, önkormányzati szempontból Jakutszk városi körzethez tartozik. Haptagaj a jobb parton elterülő Megin-Kangalasz járás egyik falva, kb. 25 km-re délre Nyizsnyij Besztyah járási székhelytől. Maga a híd 3120 m hosszú, a két parton a felvezető utak együttes hossza 10 900 m lesz. A terveket 2021 közepéig kívánják elvégezni és elfogadtatni, ebben az esetben az építkezés 2021 negyedik negyedévében (télen) kezdődne és 2025-ben fejeződne be.

## Éghajlat
A földön itt a legszélsőségesebbek az éghajlati viszonyok. Míg a februári átlaghőmérséklet –43,2 °C, addig a júliusi középhőmérséklet 18,8 °C, csak 2 °C-kal marad el Budapest júliusi átlaghőmérsékletétől (20,8 °C).
| Hónap                             | Jan.  | Feb.  | Már.  | Ápr.  | Máj.  | Jún. | Júl. | Aug. | Szep. | Okt.  | Nov.  | Dec.  | Év    |
| --------------------------------- | ----- | ----- | ----- | ----- | ----- | ---- | ---- | ---- | ----- | ----- | ----- | ----- | ----- |
| Rekord max. hőmérséklet (°C)      | −5,8  | −2,2  | 8,3   | 21,1  | 31,1  | 35,1 | 38,3 | 35,4 | 27,0  | 20,5  | 3,1   | −3,9  | 38,3  |
| Átlagos max. hőmérséklet (°C)     | −39,5 | −31,4 | −14,1 | 0,0   | 12,1  | 21,7 | 25,1 | 21,5 | 11,9  | −3,5  | −24,4 | −36,8 | −4,6  |
| Átlagos min. hőmérséklet (°C)     | −45,9 | −41,2 | −29,8 | −14,3 | −0,3  | 8,3  | 11,7 | 8,5  | 0,7   | −12,3 | −32,8 | −43,2 | −15,7 |
| Rekord min. hőmérséklet (°C)      | −63,0 | −64,4 | −54,9 | −41,0 | −18,1 | −7,2 | −1,5 | −7,8 | −14,2 | −40,9 | −54,5 | −59,8 | −64,4 |
| Átl. csapadékmennyiség (mm)       | 9     | 7     | 6     | 10    | 18    | 37   | 39   | 37   | 29    | 20    | 16    | 12    | 240   |
| Forrás: http://pogoda.ru/Yakutsk/ |       |       |       |       |       |      |      |      |       |       |       |       |       |

Jakutszk az örökfagy körzetében található legnagyobb település. Az épületek alapjait, hogy a közel 100 méter vastagon állandóan fagyott talaj olvadásával járó stabilitási problémákat elkerüljék, speciális szigeteléssel kell ellátni.

## Kulturális élet

### Tudomány
A tudományos életet az Orosz Tudományos Akadémia szibériai részlegének Jakutszki Tudományos Központja fogja össze. A legérdekesebb intézetek: A P. I. Melnyikovról elnevezett Örökfagy Kutató Intézet vagy a Kislétszám északi népek problémáinak Intézete.

### Oktatás
Jakutszkban több felsőoktatási intézmény működik:
- M.K.Ammoszov Jakut Állami Egyetem
- Jakut Állami Mezőgazdasági Akadémia
- Jakut Állami Pedagógiai Akadémia
- Jakut Műszaki Főiskola
- Arktikus Állami Művészeti és Kulturális Főiskola
- Jakutszki Közgazdasági és Jogi Főiskola

## Városvezetés
Polgármester:
- Ajszen Szergejevics Nyikolajev – 2012-től. Másodjára 2017 őszén választották meg, szeptember 17-én iktatták be hivatalába. Megbízatása négy évre szólt,[5] de 2018. május 28-án Jakutföld vezetői feladatait ideiglenesen ellátó megbízottnak nevezték ki.
- Szardana Vlagyimirovna Avkszentyjeva – 2018. szeptember 9-én választották meg polgármesternek.[6]

## Híres emberek
- Itt született Georgij Balaksin (1980–) orosz ökölvívó